# 13 Voices
《13 Voices》是加拿大朋克乐队Sum 41的六张录音室专辑。该专辑定于2016年10月7日发售。这是从2004年Dave Baksh离队后首次与Sum 41合作所录制的专辑，同时也是与新鼓手Frank Zummo合作的首张专辑。

## 背景

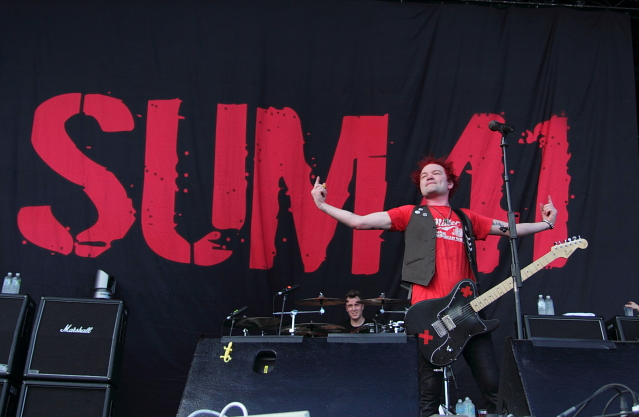
Sum 41 "Does This Look Infected?十周年"纪念巡演

2015年7月9日, 乐队与PledgeMusic合作，开启了复出巡演。 2015年7月23日, 乐队在Alternate Press Awards进行了复出演出, 乐队前吉他手Dave Baksh正式回到乐队. 2015年8月14日, Sum 41表示Dave将参与新专辑的录制. 

## 发布
2016年6月6日，Sum 41表示乐队的新专辑将被命名为《13 Voices》，并定于2016年10月7日发布。